# Davis Cup 2022 – 1. světová skupina
1. světová skupina Davis Cupu 2022 představovala dvanáct mezistátních tenisových zápasů hraných mezi 15.–16., 16.–17. či 17.–18. zářím 2022. V rámci Davis Cupu 2022 do ní nastoupilo dvacet čtyři družstev, které vytvořily dvanáct párů. Dvoudenní vzájemná mezistátní utkání se konala ve formátu na tři vítězné body (čtyři dvouhry a čtyřhra). Jeden z členů dvojice hostil duel na domácí půdě.
Dvanáct vítězů postoupilo do kvalifikačního kola 2023 a na všechny poražené čekala účast v baráži 1. světové skupiny 2023.

## Přehled
1. světové skupiny se zúčastnilo dvacet čtyři týmů:
- 11 poražených týmů z březnového kvalifikačního kola 2022
- 12 vítězných týmů z baráže 1. světové skupiny 2022
- 1 na žebříčku nejvýše poražený tým z baráže 1. světové skupiny 2022 (Uzbekistán)[2]

| Nasazené týmy - Rakousko (16.) - Kolumbie (17.) - Česko (18.) - Japonsko (19.) - Ekvádor (22.) - Chile (23.) - Brazílie (24.) - Indie (25.) - Maďarsko (26.) - Slovensko (27.) - Finsko (28.) - Bosna a Hercegovina (29.) | Nenasazené týmy - Rumunsko (30.) - Uzbekistán (31.) - Norsko (32.) - Izrael (33.) - Peru (34.) - Portugalsko (35.) - Mexiko (36.) - Ukrajina (37.) - Turecko (38.) - Pákistán (39.) - Nový Zéland (40.) - Švýcarsko (45.) |

Žebříček ITF k 7. březnu 2022.
| 1. světová skupina – 15.–16., 16.–17. či 17.–18. září 2022 | 1. světová skupina – 15.–16., 16.–17. či 17.–18. září 2022 | 1. světová skupina – 15.–16., 16.–17. či 17.–18. září 2022 | 1. světová skupina – 15.–16., 16.–17. či 17.–18. září 2022 | 1. světová skupina – 15.–16., 16.–17. či 17.–18. září 2022 | 1. světová skupina – 15.–16., 16.–17. či 17.–18. září 2022 | 1. světová skupina – 15.–16., 16.–17. či 17.–18. září 2022 |
| Domácí                                                     | výsledek                                                   | hosté                                                      | místo konání                                               | areál / hala                                               | povrch                                                     |                                                            |
| ---------------------------------------------------------- | ---------------------------------------------------------- | ---------------------------------------------------------- | ---------------------------------------------------------- | ---------------------------------------------------------- | ---------------------------------------------------------- | ---------------------------------------------------------- |
| Rakousko [1]                                               | 4–0                                                        | Pákistán                                                   | Tulln an der Donau                                         | Tennis Club Tulln                                          | antuka                                                     |                                                            |
| Kolumbie [2]                                               | 4–0                                                        | Turecko                                                    | Bogotá                                                     | Carmel Club                                                | antuka                                                     |                                                            |
| Izrael                                                     | 1–3                                                        | Česko [3]                                                  | Tel Aviv                                                   | Shlomo Group Arena                                         | tvrdý (hala)                                               |                                                            |
| Uzbekistán                                                 | 3–1                                                        | Japonsko [4]                                               | Taškent                                                    | Olympijská tenisová škola                                  | tvrdý                                                      |                                                            |
| Ekvádor [5]                                                | 2–3                                                        | Švýcarsko                                                  | Salinas                                                    | Salinas Golf & Tenis Club                                  | antuka                                                     |                                                            |
| Peru                                                       | 2–3                                                        | Chile [6]                                                  | Lima                                                       | Club Lawn Tennis de La Exposicion                          | antuka                                                     |                                                            |
| Portugalsko                                                | 3–1                                                        | Brazílie [7]                                               | Viana do Castelo                                           | Centro Cultural de Viana do Castelo                        | tvrdý (hala)                                               |                                                            |
| Norsko                                                     | 3–1                                                        | Indie [8]                                                  | Lillehammer                                                | Håkons Hall                                                | tvrdý (hala)                                               |                                                            |
| Ukrajina                                                   | 1–3                                                        | Maďarsko [9]                                               | Vilnius (Litva)                                            | SEB Arena                                                  | tvrdý (hala)                                               |                                                            |
| Slovensko [10]                                             | 3–1                                                        | Rumunsko                                                   | Bratislava                                                 | NTC aréna                                                  | antuka (hala)                                              |                                                            |
| Finsko [11]                                                | 5–0                                                        | Nový Zéland                                                | Espoo                                                      | Espoo Metro Areena                                         | tvrdý (hala)                                               |                                                            |
| Bosna a Hercegovina [12]                                   | 3–1                                                        | Mexiko                                                     | Široki Brijeg                                              | Tenisová akademie SET                                      | antuka                                                     |                                                            |

## Zápasy 1. světové skupiny

### Rakousko vs. Pákistán
| | Rakousko | 4 :                                                         | 0   | Pákistán |    |            |
| --- | -------- | ----------------------------------------------------------- | --- | -------- | -- | ---------- |
| Tennis Club Tulln, Tulln an der Donau, Rakousko 16.–17. září 2022 antuka |          |                                                             |     |          |    |            |
| \| \| \| \| 1. \| 2. \| 3. \| \| \| -- \| \| ----------------------------------------------------------- \| --- \| ---- \| -- \| ---------- \| \| 1. \| \| Jurij Rodionov Muhammad Shoaib Khan \| 6 3 \| 6 1 \| \| \| \| 2. \| \| Filip Misolic Muzammil Murtaza \| 6 1 \| 7 64 \| \| \| \| 3. \| \| Juan Sebastián Cabal / Robert Farah Cem İlkel / Ergi Kırkın \| 6 2 \| 6 2 \| \| \| \| 4. \| \| Nicolás Barrientos Yankı Erel \| 6 4 \| 7 5 \| \| \| \| 5. \| \| Nicolás Mejía Cem İlkel \| \| \| \| nehrálo se \| \| \| \| \| \| \| \| \| \| \| \| \| \| \| \| \| \| \| \| \| \| \| \| \| \| \| \| \| \| \| \| \| \| \| \| \| \| \| \| \| |          |                                                             |     |          |    |            |
| |          |                                                             | 1.  | 2.       | 3. |            |
| 1. |          | Jurij Rodionov Muhammad Shoaib Khan                         | 6 3 | 6 1      |    |            |
| 2. |          | Filip Misolic Muzammil Murtaza                              | 6 1 | 7 64     |    |            |
| 3. |          | Juan Sebastián Cabal / Robert Farah Cem İlkel / Ergi Kırkın | 6 2 | 6 2      |    |            |
| 4. |          | Nicolás Barrientos Yankı Erel                               | 6 4 | 7 5      |    |            |
| 5. |          | Nicolás Mejía Cem İlkel                                     |     |          |    | nehrálo se |
| |          |                                                             |     |          |    |            |
| |          |                                                             |     |          |    |            |
| |          |                                                             |     |          |    |            |
| |          |                                                             |     |          |    |            |
| |          |                                                             |     |          |    |            |

### Kolumbie vs. Turecko
| | Kolumbie | 2 :                                                          | 0   | Turecko |      |  |
| --- | -------- | ------------------------------------------------------------ | --- | ------- | ---- |  |
| Carmel Club, Bogotá, Kolumbie 17.–18. září 2022 antuka |          |                                                              |     |         |      |  |
| \| \| \| \| 1. \| 2. \| 3. \| \| \| -- \| \| ------------------------------------------------------------ \| --- \| --- \| ---- \| \| \| 1. \| \| Nicolás Mejía Altuğ Çelikbilek \| 6 3 \| 1 6 \| 7 64 \| \| \| 2. \| \| Daniel Elahi Galán Cem İlkel \| 6 2 \| 6 2 \| \| \| \| 3. \| \| Juan Sebastián Cabal / Robert Farah Yanki Erel / Ergi Kirkin \| \| \| \| \| \| 4. \| \| Daniel Elahi Galán Altuğ Çelikbilek \| \| \| \| \| \| 5. \| \| Nicolás Mejía Cem İlkel \| \| \| \| \| \| \| \| \| \| \| \| \| \| \| \| \| \| \| \| \| \| \| \| \| \| \| \| \| \| \| \| \| \| \| \| \| \| \| \| \| \| \| \| \| |          |                                                              |     |         |      |  |
| |          |                                                              | 1.  | 2.      | 3.   |  |
| 1. |          | Nicolás Mejía Altuğ Çelikbilek                               | 6 3 | 1 6     | 7 64 |  |
| 2. |          | Daniel Elahi Galán Cem İlkel                                 | 6 2 | 6 2     |      |  |
| 3. |          | Juan Sebastián Cabal / Robert Farah Yanki Erel / Ergi Kirkin |     |         |      |  |
| 4. |          | Daniel Elahi Galán Altuğ Çelikbilek                          |     |         |      |  |
| 5. |          | Nicolás Mejía Cem İlkel                                      |     |         |      |  |
| |          |                                                              |     |         |      |  |
| |          |                                                              |     |         |      |  |
| |          |                                                              |     |         |      |  |
| |          |                                                              |     |         |      |  |
| |          |                                                              |     |         |      |  |

### Izrael vs. Česko
| | Izrael | 1 :                                                       | 3   | Česko |     |            |
| --- | --- | --------------------------------------------------------- | --- | ----- | --- | ---------- |
| Shlomo Group Arena, Tel Aviv, Izrael 16.–17. září 2022 tvrdý (hala) | |                                                           |     |       |     |            |
| \| \| \| \| 1. \| 2. \| 3. \| \| \| ----------- \| ----------------------------------------------------------------------------------------------------------------------------------------------------------------------------------------------------------------------------------------------------------------------------------------------------------------------------------------------------------------------------------------------------- \| --------------------------------------------------------- \| --- \| --- \| --- \| ---------- \| \| 1. \| \| Daniel Cukierman Jiří Lehečka \| 0 6 \| 4 6 \| \| \| \| 2. \| \| Edan Lešem Tomáš Macháč \| 4 6 \| 5 7 \| \| \| \| 3. \| \| Daniel Cukierman / Edan Lešem Jiří Lehečka / Tomáš Macháč \| 6 4 \| 6 3 \| \| \| \| 4. \| \| Edan Lešem Jiří Lehečka \| 6 4 \| 0 6 \| 5 7 \| \| \| 5. \| \| Daniel Cukierman Tomáš Macháč \| \| \| \| nehrálo se \| \| Nominace \| \| \| \| \| \| \| \| \| Izrael: Jišaj Oli'el (379./855.), Lešem Edam (444./620.), Daniel Cukierman (450./275.), Simon Sahar (636./1055.), hrající kapitán Jonatan Erlich (—/202.) \| \| \| \| \| \| \| \| Česko: Jiří Lehečka (63./430.), Tomáš Macháč (109./439.), Zdeněk Kolář (156./120.), Dalibor Svrčina (217./489.), kapitán Jaroslav Navrátil \| \| \| \| \| \| \| Podrobnosti \| \| \| \| \| \| \| \| \| Izrael a Česko se od rozpadu československého federativního státu v roce 1992 utkaly dvakrát. Český tým vyhrál v úvodním kole Světové skupiny 1994 i ve druhém kole 1. skupiny euroafrické zóny 2018. V rámci zápasů Československa a Izraele byl poměr vyrovnaný 1:1, když Izraelci prohráli v pražském čtvrtfinále evropského pásma 1966 a zvítězili na úvod Světové skupiny 1987 v Hradci Králové. \| \| \| \| \| \| | |                                                           |     |       |     |            |
| | |                                                           | 1.  | 2.    | 3.  |            |
| 1. | | Daniel Cukierman Jiří Lehečka                             | 0 6 | 4 6   |     |            |
| 2. | | Edan Lešem Tomáš Macháč                                   | 4 6 | 5 7   |     |            |
| 3. | | Daniel Cukierman / Edan Lešem Jiří Lehečka / Tomáš Macháč | 6 4 | 6 3   |     |            |
| 4. | | Edan Lešem Jiří Lehečka                                   | 6 4 | 0 6   | 5 7 |            |
| 5. | | Daniel Cukierman Tomáš Macháč                             |     |       |     | nehrálo se |
| Nominace | |                                                           |     |       |     |            |
| | Izrael: Jišaj Oli'el (379./855.), Lešem Edam (444./620.), Daniel Cukierman (450./275.), Simon Sahar (636./1055.), hrající kapitán Jonatan Erlich (—/202.) |                                                           |     |       |     |            |
| | Česko: Jiří Lehečka (63./430.), Tomáš Macháč (109./439.), Zdeněk Kolář (156./120.), Dalibor Svrčina (217./489.), kapitán Jaroslav Navrátil |                                                           |     |       |     |            |
| Podrobnosti | |                                                           |     |       |     |            |
| | Izrael a Česko se od rozpadu československého federativního státu v roce 1992 utkaly dvakrát. Český tým vyhrál v úvodním kole Světové skupiny 1994 i ve druhém kole 1. skupiny euroafrické zóny 2018. V rámci zápasů Československa a Izraele byl poměr vyrovnaný 1:1, když Izraelci prohráli v pražském čtvrtfinále evropského pásma 1966 a zvítězili na úvod Světové skupiny 1987 v Hradci Králové. |                                                           |     |       |     |            |

### Uzbekistán vs. Japonsko
| | Uzbekistán | 3 :                                                             | 1    | Japonsko |        |            |
| --- | ---------- | --------------------------------------------------------------- | ---- | -------- | ------ | ---------- |
| Olympijská tenisová škola, Taškent, Uzbekistán 16.–17. září 2022 tvrdý |            |                                                                 |      |          |        |            |
| \| \| \| \| 1. \| 2. \| 3. \| \| \| -- \| \| --------------------------------------------------------------- \| ---- \| ---- \| ------ \| ---------- \| \| 1. \| \| Denis Istomin Šó Šimabukuro \| 6 3 \| 65 7 \| 69 711 \| \| \| 2. \| \| Sergej Fomin Šintaró Močizuki \| 7 63 \| 7 62 \| \| \| \| 3. \| \| Sandžar Fajzijev / Denis Istomin Kaitó Uesugi / Josuke Watanuki \| 3 6 \| 7 62 \| 6 2 \| \| \| 4. \| \| Sergej Fomin Šó Šimabukuro \| 7 61 \| 7 5 \| \| \| \| 5. \| \| Denis Istomin Šintaró Močizuki \| \| \| \| nehrálo se \| \| \| \| \| \| \| \| \| \| \| \| \| \| \| \| \| \| \| \| \| \| \| \| \| \| \| \| \| \| \| \| \| \| \| \| \| \| \| \| \| |            |                                                                 |      |          |        |            |
| |            |                                                                 | 1.   | 2.       | 3.     |            |
| 1. |            | Denis Istomin Šó Šimabukuro                                     | 6 3  | 65 7     | 69 711 |            |
| 2. |            | Sergej Fomin Šintaró Močizuki                                   | 7 63 | 7 62     |        |            |
| 3. |            | Sandžar Fajzijev / Denis Istomin Kaitó Uesugi / Josuke Watanuki | 3 6  | 7 62     | 6 2    |            |
| 4. |            | Sergej Fomin Šó Šimabukuro                                      | 7 61 | 7 5      |        |            |
| 5. |            | Denis Istomin Šintaró Močizuki                                  |      |          |        | nehrálo se |
| |            |                                                                 |      |          |        |            |
| |            |                                                                 |      |          |        |            |
| |            |                                                                 |      |          |        |            |
| |            |                                                                 |      |          |        |            |
| |            |                                                                 |      |          |        |            |

### Ekvádor vs. Švýcarsko
| | Ekvádor | 2 :                                                                   | 3    | Švýcarsko |     |  |
| --- | ------- | --------------------------------------------------------------------- | ---- | --------- | --- |  |
| Salinas Golf & Tenis Club, Salinas, Ekvádor 17.–18. září 2022 antuka |         |                                                                       |      |           |     |  |
| \| \| \| \| 1. \| 2. \| 3. \| \| \| -- \| \| --------------------------------------------------------------------- \| ---- \| --- \| --- \| \| \| 1. \| \| Roberto Quiroz Marc-Andrea Hüsler \| 4 6 \| 2 6 \| \| \| \| 2. \| \| Emilio Gómez Henri Laaksonen \| 6 4 \| 6 3 \| \| \| \| 3. \| \| Gonzalo Escobar / Diego Hidalgo Marc-Andrea Hüsler / Dominic Stricker \| 5 7 \| 6 4 \| 3 6 \| \| \| 4. \| \| Emilio Gómez Marc-Andrea Hüsler \| 63 7 \| 6 2 \| 6 2 \| \| \| 5. \| \| Roberto Quiroz Alexander Ritschard \| 1 6 \| 2 6 \| \| \| \| \| \| \| \| \| \| \| \| \| \| \| \| \| \| \| \| \| \| \| \| \| \| \| \| \| \| \| \| \| \| \| \| \| \| \| \| \| \| \| |         |                                                                       |      |           |     |  |
| |         |                                                                       | 1.   | 2.        | 3.  |  |
| 1. |         | Roberto Quiroz Marc-Andrea Hüsler                                     | 4 6  | 2 6       |     |  |
| 2. |         | Emilio Gómez Henri Laaksonen                                          | 6 4  | 6 3       |     |  |
| 3. |         | Gonzalo Escobar / Diego Hidalgo Marc-Andrea Hüsler / Dominic Stricker | 5 7  | 6 4       | 3 6 |  |
| 4. |         | Emilio Gómez Marc-Andrea Hüsler                                       | 63 7 | 6 2       | 6 2 |  |
| 5. |         | Roberto Quiroz Alexander Ritschard                                    | 1 6  | 2 6       |     |  |
| |         |                                                                       |      |           |     |  |
| |         |                                                                       |      |           |     |  |
| |         |                                                                       |      |           |     |  |
| |         |                                                                       |      |           |     |  |
| |         |                                                                       |      |           |     |  |

### Peru vs. Chile
| | Peru | 2 :                                                                      | 3    | Chile |     |  |
| --- | ---- | ------------------------------------------------------------------------ | ---- | ----- | --- |  |
| Club Lawn Tennis de La Exposicion, Lima, Peru 17.–18. září 2022 antuka |      |                                                                          |      |       |     |  |
| \| \| \| \| 1. \| 2. \| 3. \| \| \| -- \| \| ------------------------------------------------------------------------ \| ---- \| --- \| --- \| \| \| 1. \| \| Nicolás Álvarez Alejandro Tabilo \| 2 6 \| 4 6 \| \| \| \| 2. \| \| Juan Pablo Varillas Nicolás Jarry \| 7 63 \| 1 6 \| 6 4 \| \| \| 3. \| \| Sergio Galdós / Arklon Huertas del Pino Nicolás Jarry / Alejandro Tabilo \| 4 6 \| 2 6 \| \| \| \| 4. \| \| Juan Pablo Varillas Alejandro Tabilo \| 1 6 \| 6 4 \| 6 4 \| \| \| 5. \| \| Nicolás Álvarez Nicolás Jarry \| 3 6 \| 0 6 \| \| \| \| \| \| \| \| \| \| \| \| \| \| \| \| \| \| \| \| \| \| \| \| \| \| \| \| \| \| \| \| \| \| \| \| \| \| \| \| \| \| \| |      |                                                                          |      |       |     |  |
| |      |                                                                          | 1.   | 2.    | 3.  |  |
| 1. |      | Nicolás Álvarez Alejandro Tabilo                                         | 2 6  | 4 6   |     |  |
| 2. |      | Juan Pablo Varillas Nicolás Jarry                                        | 7 63 | 1 6   | 6 4 |  |
| 3. |      | Sergio Galdós / Arklon Huertas del Pino Nicolás Jarry / Alejandro Tabilo | 4 6  | 2 6   |     |  |
| 4. |      | Juan Pablo Varillas Alejandro Tabilo                                     | 1 6  | 6 4   | 6 4 |  |
| 5. |      | Nicolás Álvarez Nicolás Jarry                                            | 3 6  | 0 6   |     |  |
| |      |                                                                          |      |       |     |  |
| |      |                                                                          |      |       |     |  |
| |      |                                                                          |      |       |     |  |
| |      |                                                                          |      |       |     |  |
| |      |                                                                          |      |       |     |  |

### Portugalsko vs. Brazílie
| | Portugalsko | 3 :                                                                 | 1    | Brazílie |      |            |
| --- | ----------- | ------------------------------------------------------------------- | ---- | -------- | ---- | ---------- |
| Centro Cultural de Viana do Castelo, Viana do Castelo, Portugalsko 16.–17. září 2022 tvrdý - GreenSet Grand Prix (hala) |             |                                                                     |      |          |      |            |
| \| \| \| \| 1. \| 2. \| 3. \| \| \| -- \| \| ------------------------------------------------------------------- \| ---- \| --- \| ---- \| ---------- \| \| 1. \| \| João Sousa Felipe Meligeni Alves \| 6 1 \| 6 3 \| \| \| \| 2. \| \| Nuno Borges Thiago Monteiro \| 65 7 \| 6 4 \| 7 63 \| \| \| 3. \| \| Nuno Borges / Francisco Cabral Rafael Matos / Felipe Meligeni Alves \| 3 6 \| 6 0 \| 3 6 \| \| \| 4. \| \| João Sousa Thiago Monteiro \| 6 3 \| 6 1 \| \| \| \| 5. \| \| Nuno Borges Felipe Meligeni Alves \| \| \| \| nehrálo se \| \| \| \| \| \| \| \| \| \| \| \| \| \| \| \| \| \| \| \| \| \| \| \| \| \| \| \| \| \| \| \| \| \| \| \| \| \| \| \| \| |             |                                                                     |      |          |      |            |
| |             |                                                                     | 1.   | 2.       | 3.   |            |
| 1. |             | João Sousa Felipe Meligeni Alves                                    | 6 1  | 6 3      |      |            |
| 2. |             | Nuno Borges Thiago Monteiro                                         | 65 7 | 6 4      | 7 63 |            |
| 3. |             | Nuno Borges / Francisco Cabral Rafael Matos / Felipe Meligeni Alves | 3 6  | 6 0      | 3 6  |            |
| 4. |             | João Sousa Thiago Monteiro                                          | 6 3  | 6 1      |      |            |
| 5. |             | Nuno Borges Felipe Meligeni Alves                                   |      |          |      | nehrálo se |
| |             |                                                                     |      |          |      |            |
| |             |                                                                     |      |          |      |            |
| |             |                                                                     |      |          |      |            |
| |             |                                                                     |      |          |      |            |
| |             |                                                                     |      |          |      |            |

### Norsko vs. Indie
| | Norsko | 3 :                                                         | 1   | Indie |     |            |
| --- | ------ | ----------------------------------------------------------- | --- | ----- | --- | ---------- |
| Håkons Hall, Lillehammer, Norsko 16.–17. září 2022 tvrdý (hala) |        |                                                             |     |       |     |            |
| \| \| \| \| 1. \| 2. \| 3. \| \| \| -- \| \| ----------------------------------------------------------- \| --- \| --- \| --- \| ---------- \| \| 1. \| \| Casper Ruud Prajneš Gunneswaran \| 6 1 \| 6 4 \| \| \| \| 2. \| \| Viktor Durasovic Ramkumar Ramanathan \| 6 1 \| 6 4 \| \| \| \| 3. \| \| Casper Ruud / Viktor Durasovic Juki Bhambri / Saketh Myneni \| 6 3 \| 3 6 \| 6 3 \| \| \| 4. \| \| Lukas Hellum Lilleengen Sumit Nagal \| 2 6 \| 1 6 \| \| \| \| 5. \| \| Viktor Durasovic Prajnesh Gunneswaran \| \| \| \| nehrálo se \| \| \| \| \| \| \| \| \| \| \| \| \| \| \| \| \| \| \| \| \| \| \| \| \| \| \| \| \| \| \| \| \| \| \| \| \| \| \| \| \| |        |                                                             |     |       |     |            |
| |        |                                                             | 1.  | 2.    | 3.  |            |
| 1. |        | Casper Ruud Prajneš Gunneswaran                             | 6 1 | 6 4   |     |            |
| 2. |        | Viktor Durasovic Ramkumar Ramanathan                        | 6 1 | 6 4   |     |            |
| 3. |        | Casper Ruud / Viktor Durasovic Juki Bhambri / Saketh Myneni | 6 3 | 3 6   | 6 3 |            |
| 4. |        | Lukas Hellum Lilleengen Sumit Nagal                         | 2 6 | 1 6   |     |            |
| 5. |        | Viktor Durasovic Prajnesh Gunneswaran                       |     |       |     | nehrálo se |
| |        |                                                             |     |       |     |            |
| |        |                                                             |     |       |     |            |
| |        |                                                             |     |       |     |            |
| |        |                                                             |     |       |     |            |
| |        |                                                             |     |       |     |            |

### Ukrajina vs. Maďarsko
| | Ukrajina | 1 :                                                                 | 3    | Maďarsko |    |            |
| --- | -------- | ------------------------------------------------------------------- | ---- | -------- | -- | ---------- |
| SEB Arena, Vilnius, Lithuania 15.–16. září 2022 tvrdý (hala) |          |                                                                     |      |          |    |            |
| \| \| \| \| 1. \| 2. \| 3. \| \| \| -- \| \| ------------------------------------------------------------------- \| ---- \| --- \| -- \| ---------- \| \| 1. \| \| Vjačeslav Bjelinskyj Márton Fucsovics \| 3 6 \| 2 6 \| \| \| \| 2. \| \| Vladyslav Orlov Zsombor Piros \| 2 6 \| 2 6 \| \| \| \| 3. \| \| Illja Běloborodko / Vladyslav Manafov Péter Fajta / Fábián Marozsán \| 7 64 \| 6 4 \| \| \| \| 4. \| \| Illja Běloborodko Márton Fucsovics \| 2 6 \| 5 7 \| \| \| \| 5. \| \| Vjačeslav Bjelinskyj Zsombor Piros \| \| \| \| nehrálo se \| \| \| \| \| \| \| \| \| \| \| \| \| \| \| \| \| \| \| \| \| \| \| \| \| \| \| \| \| \| \| \| \| \| \| \| \| \| \| \| \| |          |                                                                     |      |          |    |            |
| |          |                                                                     | 1.   | 2.       | 3. |            |
| 1. |          | Vjačeslav Bjelinskyj Márton Fucsovics                               | 3 6  | 2 6      |    |            |
| 2. |          | Vladyslav Orlov Zsombor Piros                                       | 2 6  | 2 6      |    |            |
| 3. |          | Illja Běloborodko / Vladyslav Manafov Péter Fajta / Fábián Marozsán | 7 64 | 6 4      |    |            |
| 4. |          | Illja Běloborodko Márton Fucsovics                                  | 2 6  | 5 7      |    |            |
| 5. |          | Vjačeslav Bjelinskyj Zsombor Piros                                  |      |          |    | nehrálo se |
| |          |                                                                     |      |          |    |            |
| |          |                                                                     |      |          |    |            |
| |          |                                                                     |      |          |    |            |
| |          |                                                                     |      |          |    |            |
| |          |                                                                     |      |          |    |            |

### Slovensko vs. Rumunsko
| | Slovensko | 3 :                                                          | 1    | Rumunsko |     |            |
| --- | --------- | ------------------------------------------------------------ | ---- | -------- | --- | ---------- |
| NTC aréna, Bratislava, Slovensko 16.–17. září 2022 antuka (hala) |           |                                                              |      |          |     |            |
| \| \| \| \| 1. \| 2. \| 3. \| \| \| -- \| \| ------------------------------------------------------------ \| ---- \| --- \| --- \| ---------- \| \| 1. \| \| Norbert Gombos Nicholas David Ionel \| 7 64 \| 5 7 \| 4 6 \| \| \| 2. \| \| Alex Molčan Marius Copil \| 7 5 \| 6 1 \| \| \| \| 3. \| \| Lukáš Klein / Igor Zelenay Marius Copil / Victor Vlad Cornea \| 7 64 \| 6 2 \| \| \| \| 4. \| \| Alex Molčan Nicholas David Ionel \| 6 1 \| 6 1 \| \| \| \| 5. \| \| Norbert Gombos Marius Copil \| \| \| \| nehrálo se \| \| \| \| \| \| \| \| \| \| \| \| \| \| \| \| \| \| \| \| \| \| \| \| \| \| \| \| \| \| \| \| \| \| \| \| \| \| \| \| \| |           |                                                              |      |          |     |            |
| |           |                                                              | 1.   | 2.       | 3.  |            |
| 1. |           | Norbert Gombos Nicholas David Ionel                          | 7 64 | 5 7      | 4 6 |            |
| 2. |           | Alex Molčan Marius Copil                                     | 7 5  | 6 1      |     |            |
| 3. |           | Lukáš Klein / Igor Zelenay Marius Copil / Victor Vlad Cornea | 7 64 | 6 2      |     |            |
| 4. |           | Alex Molčan Nicholas David Ionel                             | 6 1  | 6 1      |     |            |
| 5. |           | Norbert Gombos Marius Copil                                  |      |          |     | nehrálo se |
| |           |                                                              |      |          |     |            |
| |           |                                                              |      |          |     |            |
| |           |                                                              |      |          |     |            |
| |           |                                                              |      |          |     |            |
| |           |                                                              |      |          |     |            |

### Finsko vs. Nový Zéland
| | Finsko | 5 :                                                            | 0   | Nový Zéland |     |  |
| --- | ------ | -------------------------------------------------------------- | --- | ----------- | --- |  |
| Espoo Metro Areena, Espoo, Finsko 16.–17. září 2022 tvrdý – Rebound Ace Synpave (hala) |        |                                                                |     |             |     |  |
| \| \| \| \| 1. \| 2. \| 3. \| \| \| -- \| \| -------------------------------------------------------------- \| --- \| --- \| --- \| \| \| 1. \| \| Emil Ruusuvuori Kiranpal Pannu \| 6 1 \| 6 2 \| \| \| \| 2. \| \| Otto Virtanen Ajeet Rai \| 6 4 \| 6 3 \| \| \| \| 3. \| \| Harri Heliövaara / Emil Ruusuvuori Artem Sitak / Michael Venus \| 7 5 \| 3 6 \| 6 3 \| \| \| 4. \| \| Emil Ruusuvuori Isaac Becroft \| 6 2 \| 6 1 \| \| \| \| 5. \| \| Eero Vasa Kiranpal Pannu \| 6 2 \| 6 3 \| \| \| \| \| \| \| \| \| \| \| \| \| \| \| \| \| \| \| \| \| \| \| \| \| \| \| \| \| \| \| \| \| \| \| \| \| \| \| \| \| \| \| |        |                                                                |     |             |     |  |
| |        |                                                                | 1.  | 2.          | 3.  |  |
| 1. |        | Emil Ruusuvuori Kiranpal Pannu                                 | 6 1 | 6 2         |     |  |
| 2. |        | Otto Virtanen Ajeet Rai                                        | 6 4 | 6 3         |     |  |
| 3. |        | Harri Heliövaara / Emil Ruusuvuori Artem Sitak / Michael Venus | 7 5 | 3 6         | 6 3 |  |
| 4. |        | Emil Ruusuvuori Isaac Becroft                                  | 6 2 | 6 1         |     |  |
| 5. |        | Eero Vasa Kiranpal Pannu                                       | 6 2 | 6 3         |     |  |
| |        |                                                                |     |             |     |  |
| |        |                                                                |     |             |     |  |
| |        |                                                                |     |             |     |  |
| |        |                                                                |     |             |     |  |
| |        |                                                                |     |             |     |  |

### Bosna a Hercegovina vs. Mexiko
| | Bosna a Hercegovina | 3 :                                                                        | 1   | Mexiko |          |            |
| --- | ------------------- | -------------------------------------------------------------------------- | --- | ------ | -------- | ---------- |
| Tenisová akademie SET, Široki Brijeg, Bosna a Hercegovina 16.–17. září 2022 antuka |                     |                                                                            |     |        |          |            |
| \| \| \| \| 1. \| 2. \| 3. \| \| \| -- \| \| -------------------------------------------------------------------------- \| --- \| ---- \| -------- \| ---------- \| \| 1. \| \| Nerman Fatić Gerardo López Villaseñor \| 6 3 \| 6 4 \| \| \| \| 2. \| \| Damir Džumhur Alan Fernando Rubio Fierros \| 6 2 \| 6 1 \| \| \| \| 3. \| \| Mirza Bašić / Tomislav Brkić Santiago González / Miguel Ángel Reyes-Varela \| 6 4 \| 7 64 \| \| \| \| 4. \| \| Andrej Nedić Luis Carlos Álvarez Valdés \| 2 6 \| 7 5 \| [8] [10] \| \| \| 5. \| \| Nerman Fatić Alan Fernando Rubio Fierros \| \| \| \| nehrálo se \| \| \| \| \| \| \| \| \| \| \| \| \| \| \| \| \| \| \| \| \| \| \| \| \| \| \| \| \| \| \| \| \| \| \| \| \| \| \| \| \| |                     |                                                                            |     |        |          |            |
| |                     |                                                                            | 1.  | 2.     | 3.       |            |
| 1. |                     | Nerman Fatić Gerardo López Villaseñor                                      | 6 3 | 6 4    |          |            |
| 2. |                     | Damir Džumhur Alan Fernando Rubio Fierros                                  | 6 2 | 6 1    |          |            |
| 3. |                     | Mirza Bašić / Tomislav Brkić Santiago González / Miguel Ángel Reyes-Varela | 6 4 | 7 64   |          |            |
| 4. |                     | Andrej Nedić Luis Carlos Álvarez Valdés                                    | 2 6 | 7 5    | [8] [10] |            |
| 5. |                     | Nerman Fatić Alan Fernando Rubio Fierros                                   |     |        |          | nehrálo se |
| |                     |                                                                            |     |        |          |            |
| |                     |                                                                            |     |        |          |            |
| |                     |                                                                            |     |        |          |            |
| |                     |                                                                            |     |        |          |            |
| |                     |                                                                            |     |        |          |            |